# Templeux-le-Guérard
Templeux-le-Guérard (picardisch: Timplu-l‘Gra) ist eine französische Gemeinde mit 196 Einwohnern (Stand 1. Januar 2022) im Département Somme in der Region Hauts-de-France im Norden von Frankreich. Die Gemeinde gehört zum Kanton Péronne.

## Geographie
Die Gemeinde liegt rund 4,5 km nordöstlich von Roisel jam Flüsschen Cologne und an der Départementsstraße D16, von der hier die Départementsstraße D406 in Richtung Hargicourt im Département Aisne abzweigt.

## Geschichte
Die Gemeinde erhielt als Auszeichnung das Croix de guerre 1914–1918.

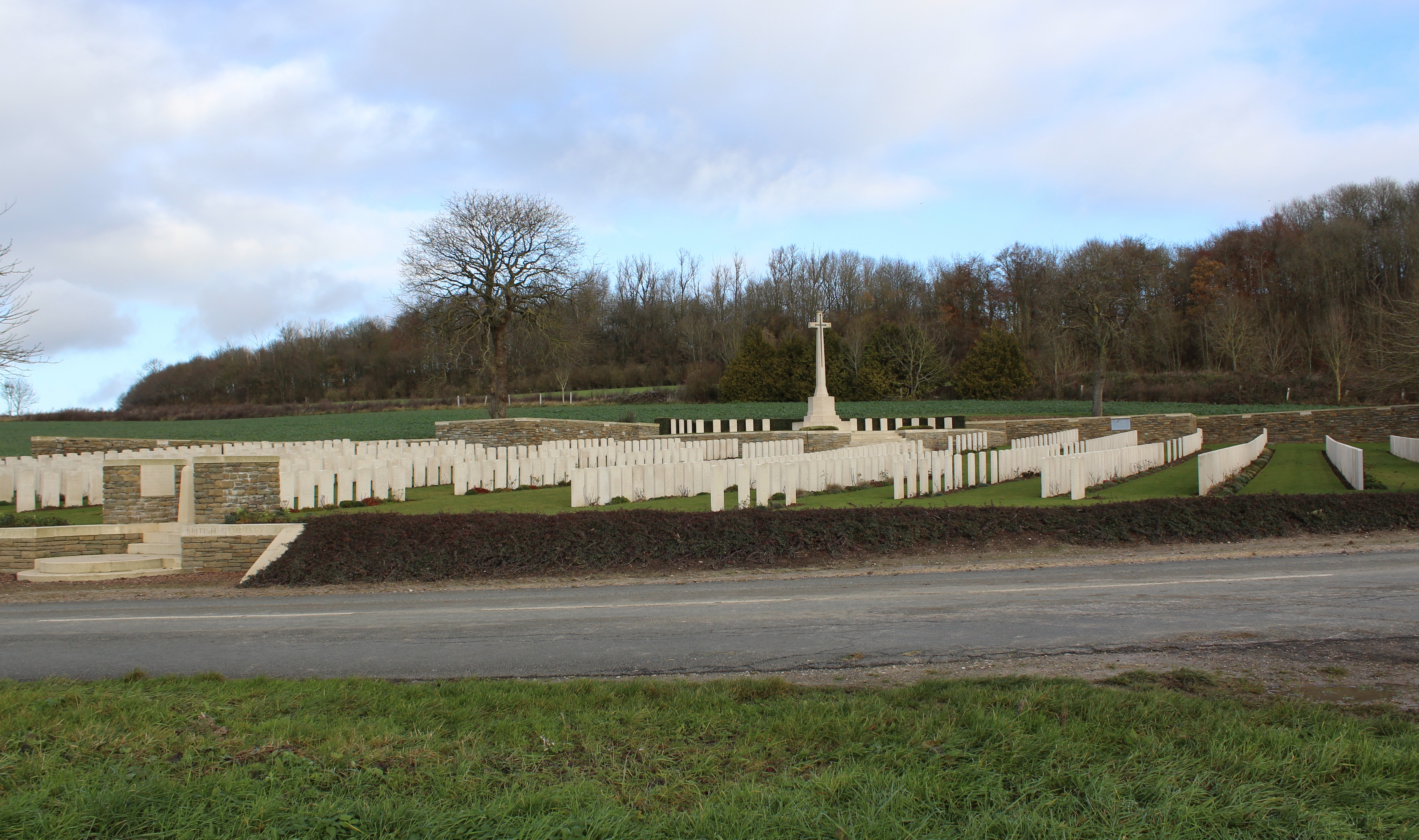

## Einwohner
| 1962 | 1968 | 1975 | 1982 | 1990 | 1999 | 2006 | 2010 | 2018 |
| ---- | ---- | ---- | ---- | ---- | ---- | ---- | ---- | ---- |
| 240  | 243  | 225  | 207  | 216  | 211  | 194  | 210  | 179  |

## Verwaltung
Bürgermeister (maire) ist seit 2020 Aurore Carré.

## Sehenswürdigkeiten
- Kirche

## Persönlichkeiten
- Alexis Douchet (1875–1952), Turner